# HMS Northumberland (F238)
Za druge ladje z istim imenom glej HMS Northumberland.
HMS Northumberland (F238) je fregata razreda type 23 kraljeve vojne mornarice.